# Filipe (nome)
Filipe (feminino Filipa) é um prenome da onomástica da língua portuguesa. Sua origem é o prenome grego Φίλιππος [Fílipos], latinizado em Philippus, composto de φιλέω [filéo], "querer, amar com afeto de amizade", e ἵππος [híppos], "cavalo". Na Grécia antiga, a propriedade de cavalos era disponível somente a pessoas ricas o bastante para pagá-los. Portanto, "O que ama os cavalos" também pode ser entendido como "nobre".
"Filipe" é um nome que goza de grande popularidade desde a Antiguidade até os dias atuais, tendo sido a denominação de vários reis macedônios, entre eles o pai de Alexandre Magno. Já em época cristã, o nome continuou sendo popular graças ao culto a São Filipe, um dos doze apóstolos de Cristo e evangelizador da Frígia.
Além do apóstolo, há vários santos chamados "Filipe", entre eles o florentino São Filipe Néri.

## Variações
Embora comuns, as variações diretas da forma vernácula Filipe são incorretas de acordo com a norma vigente.
No Brasil, é bastante comum a grafia Felipe, grafia arcaizante [carece de fontes?] e também de influência castelhana. Também pode-se encontrar, dada a flexibilidade das leis do registro civil brasileiras, combinações como Felippe, Filippe, Philipe, Phillippe, Fillipe, Filipi, Filip etc., ou seja, trocando o primeiro "i" por "e", o "F" por "Ph", o "l" por "ll", o "p" por "pp" ou o último "e" por "i" ou "o", ou ainda suprimindo o último "e".

## Filipe em outros idiomas
- Alemão : Philipp
- Árabe: فيليب (Felib), فيلبس, فيليبوس
- Armênio: Փիլիպպոս (Pʿilippos)
- Bengali: ফিলিপ (Philipa)
- Bielorrusso: Філіп (Filip)
- Búlgaro: Филип
- Catalão : Filip
- Celta : Fulup
- Chinês : 腓力 (Féilì)
- Chinês (Simplificado): 菲利普 (Fìilìpǔ)
- Chinese (Tradicional): 菲利普 (Fìilìpǔ)
- Coreano : 필립 (Pillib)
- Croata : Filip
- Espanhol : Felipe
- Esperanto : Filipo
- Finlandês : Vilppu
- Francês : Philippe
- Georgiano: ფილიპ (P’ilip)
- Gujarati: ફિલિપ (Philipa)
- Grego : Φίλιππος (Fílippos)
- Havaiano: Pilipo
- Hebraico: פיליפ
- Hindi: फिलिप (Philipa)
- Holandês : Filip
- Hungaro : Fülöp
- Inglês : Philip
- Italiano : Filippo
- Japonês : フィリップ (Firippu)
- Letônio : Filips
- Lituano : Pilypas
- Mexicano : Filepes
- Occitano : Filip
- Poitevin : Fílipe
- Polonês : Filip
- Russo : Филипп (Filipp)
- Sérvio : Филип (Filip)
- Suaíli: Felipo
- Tcheco : Filip